# Tom Berenger
Tom Berenger (født Thomas Michael Moore; 31. maj 1949) er en amerikansk tv- og filmskuespiller. Han blev nomineret til en Oscar for bedste mandlige birolle for sit portræt af sergent Bob Barnes i Platoon (1986). Han er også kendt for at spille Jake Taylor i Major League-film og Thomas Beckett i Sniper-filmene. Andre film, han optrådte i, Hvor er Mr. Goodbar? (1977), Dødens drabanter (1980), Gensyn med vennerne (1983), Eddie and the Cruisers (1983), Forrådt (1988), Manden fra Amerika (1990), Gettysburg (1993), The Substitute (1996), One Man's Hero (1999), Training Day (2001) og Inception (2010).
Berenger vandt en Primetime Emmy Award for bedste mandlige birolle i en TV-film eller mini-serie for sin præstation som Jim Vance i miniserie Hatfields & McCoys (2012).